# زمین‌لرزه ۱۹۹۰ فیلیپین
زمین‌لرزه فیلیپین  در تاریخ ۱۴ ژوئن ۱۹۹۰ میلادی، برابر با ‎۲۴ خرداد ۱۳۶۹، ساعت ۷:۴۰:۵۶ به زمان یوتی‌سی در فیلیپین رخ داد. ژرفای این زلزله ۱۷٫۸ کیلومتر بود، و بزرگی آن ۷٫۱ در مقیاس Mw اعلام شده‌است. زمین‌لرزه به وقت محلی در روز پنج‌شنبه، ساعت ۱۵ روی داده و منطقه زمانی آن یوتی‌سی +۸ بوده‌است .
سازمان زمین‌شناسی آمریکا نیز رومرکز این زمین‌لرزه را در مختصات ۱۱°۴۵′۳۶″شمالی ۱۲۱°۵۳′۵۶″شرقی / ۱۱٫۷۶°شمالی ۱۲۱٫۸۹۹°شرقی و ژرفای آنرا در ۱۸ کیلومتر گزارش کرده‌است. بزرگی برگزیدهٔ این سازمان از میان بزرگیهای محاسبه‌شدهٔ مختلف ۷٫۱ در مقیاس Mw بوده و از دید اثر، در میان چهار دسته‌بندی «نامحسوس»، «محسوس»، «زیان‌آور» یا «با تلفات»، زلزله را «با تلفات» اعلام کرده‌است.
پروژهٔ «تنسور گشتاور مرکزوار» زاویه‌های (راستا، شیب، ریک) گسل سازندهٔ زمین‌لرزه و صفحه عمود بر آنرا (°۲۲۴، °۷۸، °۱۶۹-) یا (°۱۳۲، °۷۹، °۱۳-) و نوع گسل را «امتدادلغز» فرارسانده‌است.
شمار کشتگان زلزله حدود ۴ نفر بوده‌است.تعداد زخمیان ۱۵ نفر برآورده شده‌است.